# Sam Hauser
Samuel David Hauser, detto Sam (Green Bay, 8 dicembre 1997), è un cestista statunitense, professionista nella NBA con i Boston Celtics.

## Biografia
Hauser è nato in Wisconsin ha frequentato la Steven Points Area a Stevens Point sempre nel Wisconsin e poi ha frequentato la Marquette University. Ha un fratello anche lui giocatore di basket di livello minore e una sorella.

## Carriera
Hauser si era reso eleggibile per il Draft NBA nel 2016 ma non è stato scelto da nessuna squadra e per circa quattro anni e mezzo non è riuscito a trovare spazio in una franchigia NBA fino alla fine del 2021 quando viene firmato con un contratto da 10 giorni con i Boston Celtics che poi sceglieranno di firmarlo per l'intera stagione 2021-2022. Nella offseason della stagione 2022 viene firmato di nuovo dai Celtics con un contratto garantito per 3 stagioni fino al 2025. Con l'inizio della stagione 2022-2023 riesce a trovare più spazio uscendo dalla panchina anche grazie all'infortunio di Danilo Gallinari costretto a perdere l'intera stagione. Uscendo dalla panchina Hauser è il sostituto del titolare e stella dei Celtics Jayson Tatum.

## Caratteristiche tecniche
Sin da quando era alla high school ha giocato come ala piccola e subito ha dimostrato delle ottime capacità da tiratore da tre punti. Da quando è arrivato in NBA con i Celtics ha fatto vedere di essere un ottimo tiratore da tre punti con altissime percentuali e uno dei migliori catch and shoot players della lega con le migliori percentuali realizzative.

## Statistiche

### NCAA
| Anno      | Squadra             | PG  | PT  | MP   | TC%  | 3P%  | TL%  | RP  | AP  | PRP | SP  | PP   |
| --------- | ------------------- | --- | --- | ---- | ---- | ---- | ---- | --- | --- | --- | --- | ---- |
| 2016-2017 | Marquette G. Eagles | 32  | 28  | 26,5 | 47,3 | 45,3 | 82,8 | 5,0 | 1,3 | 0,8 | 0,6 | 8,8  |
| 2017-2018 | Marquette G. Eagles | 35  | 35  | 32,6 | 49,9 | 48,7 | 83,6 | 5,7 | 2,9 | 1,0 | 0,5 | 14,1 |
| 2018-2019 | Marquette G. Eagles | 34  | 34  | 33,4 | 45,9 | 40,2 | 92,4 | 7,2 | 2,4 | 0,6 | 0,5 | 14,9 |
| 2020-2021 | Virginia Cavaliers  | 25  | 25  | 34,2 | 50,3 | 41,7 | 89,6 | 6,8 | 1,8 | 0,6 | 0,4 | 16,0 |
| Carriera  | Carriera            | 126 | 122 | 31,6 | 48,3 | 43,9 | 88,0 | 6,1 | 2,1 | 0,8 | 0,5 | 13,3 |

#### Massimi in carriera
- Massimo di punti: 31 vs Georgetown (15 gennaio 2019)[1]
- Massimo di rimbalzi: 14 vs Wisconsin-Madison (8 dicembre 2018)
- Massimo di assist: 8 vs Xavier (27 dicembre 2017)
- Massimo di palle rubate: 4 (2 volte)
- Massimo di stoppate: 3 (2 volte)
- Massimo di minuti giocati: 43 vs Georgetown (26 febbraio 2018)

### NBA

#### Regular Season
| Anno       | Squadra        | PG  | PT | MP   | TC%  | 3P%  | TL%  | RP  | AP  | PRP | SP  | PP  |
| ---------- | -------------- | --- | -- | ---- | ---- | ---- | ---- | --- | --- | --- | --- | --- |
| 2021-2022  | Boston Celtics | 26  | 0  | 6,1  | 46,0 | 43,2 | -    | 1,1 | 0,4 | 0,0 | 0,1 | 2,5 |
| 2022-2023  | Boston Celtics | 80  | 8  | 16,1 | 45,5 | 41,8 | 70,6 | 2,6 | 0,9 | 0,4 | 0,3 | 6,4 |
| 2023-2024† | Boston Celtics | 79  | 13 | 22,0 | 44,6 | 42,4 | 89,5 | 3,5 | 1,0 | 0,5 | 0,3 | 9,0 |
| 2024-2025  | Boston Celtics | 71  | 19 | 21,7 | 45,1 | 41,6 | 100  | 3,2 | 0,9 | 0,6 | 0,2 | 8,5 |
| Carriera   | Carriera       | 256 | 40 | 18,5 | 45,1 | 42,0 | 85,1 | 2,9 | 0,9 | 0,4 | 0,2 | 7,4 |

#### Play-off
| Anno     | Squadra        | PG | PT | MP   | TC%  | 3P%  | TL% | RP  | AP  | PRP | SP  | PP  |
| -------- | -------------- | -- | -- | ---- | ---- | ---- | --- | --- | --- | --- | --- | --- |
| 2022     | Boston Celtics | 7  | 0  | 2,1  | 25,0 | 33,3 | 100 | 0,1 | 0,3 | 0,0 | 0,0 | 0,7 |
| 2023     | Boston Celtics | 15 | 0  | 6,9  | 34,5 | 33,3 | 100 | 1,1 | 0,3 | 0,1 | 0,1 | 2,0 |
| 2024†    | Boston Celtics | 19 | 0  | 14,9 | 42,9 | 38,0 | 100 | 2,2 | 0,6 | 0,3 | 0,2 | 5,4 |
| 2025     | Boston Celtics | 8  | 0  | 13,5 | 41,7 | 33,3 | 100 | 1,5 | 0,5 | 0,1 | 0,1 | 3,5 |
| Carriera | Carriera       | 49 | 0  | 10,4 | 40,4 | 36,1 | 100 | 1,4 | 0,4 | 0,1 | 0,1 | 3,4 |

#### Massimi in carriera
- Massimo di punti: 30 vs Washington Wizards (17 marzo 2024)
- Massimo di rimbalzi: 10 vs Chicago Bulls (28 novembre 2023)
- Massimo di assist: 6 (2 volte)
- Massimo di palle rubate: 4 vs Orlando Magic (15 dicembre 2023)
- Massimo di stoppate: 3 vs Indiana Pacers (23 febbraio 2023)
- Massimo di minuti giocati: 39 vs Milwaukee Bucks (14 febbraio 2023)

### G League
| Anno      | Squadra       | PG | PT | MP   | TC%  | 3P%  | TL%  | RP  | AP  | PRP | SP  | PP   |
| --------- | ------------- | -- | -- | ---- | ---- | ---- | ---- | --- | --- | --- | --- | ---- |
| 2021-2022 | Maine Celtics | 23 | 20 | 34,3 | 46,9 | 41,7 | 85,2 | 5,6 | 2,7 | 0,9 | 0,4 | 18,8 |
| Carriera  | Carriera      | 23 | 20 | 34,3 | 46,9 | 41,7 | 85,2 | 5,6 | 2,7 | 0,9 | 0,4 | 18,8 |

## Palmarès
- Campionato NBA: 1

Boston Celtics: 2024